# Астапов, Александр Сергеевич
Александр Сергеевич Астапов (род. 1953) — советский и российский военный моряк-подводник. Командир крейсерской атомной подводной лодки К-186 «Омск» Краснознамённого Тихоокеанского флота, Герой Российской Федерации (23.07.1996). Капитан 1-го ранга (7.10.1990).

## Биография
Родился 6 июня 1953 года в городе Киев (ныне Украина) в семье рабочего-метростроителя. Русский. Окончил среднюю школу.
В Военно-Морском Флоте с июля 1971 года. В 1976 году окончил Черноморское высшее военно-морское училище имени П. С. Нахимова. После окончания училища был направлен на Тихоокеанский флот. Службу проходил на атомных подводных лодках инженером ракетной боевой части (БЧ-2) подводной лодки К-48 (октябрь 1976 — август 1980), затем помощником командира подводной лодки К-108 (август 1980 — ноябрь 1983). В составе экипажей подводных лодок неоднократно участвовал в длительных походах на боевую службу. В 1975 году вступил в КПСС.
В 1987 году окончил Высшие специальные офицерские классы ВМФ. С ноября 1987 года — старший помощник командира атомной подводной лодки К-108. В апреле 1990 года был назначен командиром строящегося в Северодвинске атомного подводного крейсера К-266 «Орёл» третьего поколения, который под его командованием вошёл в состав Северного флота в феврале 1993 года. С июля 1993 года — командир атомной подводной лодки К-186 «Омск» проекта 949А «Антей», вступившей в строй 10 декабря 1993 года. Корабль предназначался для Тихоокеанского флота. А. С. Астапов сформировал экипаж, организовал его качественное обучение, что позволило успешно провести заводские и государственные испытания атомохода, торпедные и ракетные стрельбы.
В декабре 1993 года подводная лодка была переведена из Северодвинска в одну из баз Северного флота, где экипаж под руководством А. С. Астапова приступил к подготовке к переходу на Тихоокеанский флот подо льдами Арктики. В августе-сентябре 1994 года атомная подводная лодка «Омск» под его командованием в сложных гидрометеорологических и ледовых условиях совершила переход и вошла в состав одного из соединений подводных лодок, базировавшихся на Камчатке. Старшим на борту был контр-адмирал И. Н. Козлов. Высокий уровень профессиональной подготовки командира, всестороннее знание корабля, способность быстро и грамотно оценить обстановку, его волевые качества обеспечили успех перехода.
Подводная лодка вышла из губы Западная Лица, обогнула северную оконечность Новой Земли, ушла под лёд и жёлобом Святой Анны вышла в высокие широты Северного Ледовитого океана. За 15 суток подводная лодка прошла подо льдами около 4000 миль, из них 500 миль в опасных в навигационном отношении районах в условиях мелководья Чукотского моря.
Указом Президента Российской Федерации от 23 июля 1996 года «за мужество и героизм, проявленные при выполнении специального задания в условиях, сопряжённых с риском для жизни», капитану 1-го ранга Астапову Александру Сергеевичу присвоено звание Героя Российской Федерации.
С августа 1996 года — начальник группы отдела подготовки подводных лодок Управления боевой подготовки ВМФ России. Всего за годы службы выполнил 7 боевых служб во всех океанах планеты. На момент выхода в запас имел льготную выслугу в 51 год, при этом имея календарную выслугу в 31 год. С марта 2002 года — в запасе.
Живёт в городе Зеленограде (в черте Москвы). С 2002 года — первый вице-президент Регионального общественного фонда поддержки Героев Советского Союза и Российской Федерации.
Бюст Героя открыт в 2022 году на территории Черноморского ВВМУ им. П. С. Нахимова в Севастополе.

## Награды и звания
- Герой Российской Федерации (23 июля 1996)
- Орден Мужества (12 января 2001)[5]
- медали
- Почётная грамота Московской городской думы (30 октября 2013)[6]